# Polypedates smaragdinus
Espèce
"Polypedates" smaragdinus est une espèce d'amphibiens de la famille des Ranidae dont la position taxonomique est incertaine (incertae sedis).

## Répartition
Cette espèce a été découverte dans l'État d'Assam en Inde.

## Publication originale
- Blyth, 1852 : Report of Curator, Zoological Department. Journal of the Asiatic Society of Bengal, vol. 21, p. 341-358 (texte intégral).